# Nouveau nationalisme
Le Nouveau nationalisme est le programme politique du Parti progressiste de Theodore Roosevelt lors de l'élection présidentielle de 1912.

## Discours
Roosevelt défend ce qu'il appele « le Nouveau nationalisme » dans son dernier discours de sa tournée nationale prononcé à Osawatomie, Kansas, le 31 août 1910.
Son programme appelle à une forte augmentation du pouvoir du gouvernement fédéral pour réglementer l'industrie interétatique et à un vaste programme de réforme sociale destiné à mettre les droits de l'homme au-dessus des droits de propriété.
La question centrale selon lui était la protection gouvernementale du bien-être humain et des droits de propriété. Il insiste sur le fait que seul un gouvernement fédéral puissant peut réguler l’économie et garantir la justice et qu’un président ne peut réussir à faire aboutir son programme économique que s’il faisait de la protection du bien-être humain sa plus haute priorité. Roosevelt considère que la concentration industrielle était un élément structurel du capitalisme. Il souhaite que ce soit les administrations, et non les tribunaux, qui réglementent les affaires économiques et que le gouvernement fédéral doit être utilisé pour protéger les travailleurs; hommes, femmes et enfants; de l’exploitation. En matière de politique, le programme de Roosevelt comprenait un large éventail de réformes sociales et politiques préconisées par les progressistes.

## Influences et comparaisons
Le livre La promesse de la vie américaine, écrit en 1909 par Herbert Croly met en perspective le Nouveau Nationalisme avec la politique de Woodrow Wilson de Nouvelle Liberté, qui promeut la modification des lois antitrust, la réduction des droits de douane et une réforme bancaire et monétaire.
Selon Lewis L. Gould, « le parti progressiste n'est pas allé aussi loin que le New Deal de Franklin D. Roosevelt, mais il a représenté un long pas dans cette direction ».
Barack Obama fait référence à ce discours et au Nouveau Nationalisme dans la même ville, Osawatomie, le 6 décembre 2011.